# 埃里希·贾维斯
埃里希·贾维斯（英語：Erich Jarvis）是美国杜克大学医学中心神经生物学副教授。他领导的团队的研究人员研究声音学习的神经生物学，它是口语的关键行为基板。他的研究的动物模型包括燕雀，鹦鹉和蜂鸟。这些鸟类和人类一样，有能力学习新的声音和文化，一代又一代的传递它们的声音。

## 生平
贾维斯从亨特学院获得了学士学位，在洛克菲勒大学获博士学位。2002年，美国国家科学基金会授予贾维斯艾伦·T.沃特曼奖。2005年，他被授予美国国立卫生署署长先锋奖。